# Trafim Mel'ničėnka
Trafim Dzjanisavič Mel'ničėnka, traslitterato anche come Trofim Denisovich Melnichenko (in bielorusso Трафім Дзянісавіч Мельнічэнка?, in russo Трофим Денисович Мельниченко?, Trofim Denisovič Mel'ničenko; Minsk, 18 settembre 2006), è un calciatore bielorusso, attaccante del Porto B e della nazionale bielorussa.

## Carriera

### Club
Cresciuto nel settore giovanile della Dinamo Minsk, ha esordito in prima squadra il 2 marzo 2024 nella Supercoppa bielorussa persa ai rigori contro il Tarpeda-BelAZ. L'8 marzo ha segnato il suo primo gol nella partita di Kubak Belarusi vinta ai rigori contro il BATĖ Borisov ed il 16 dello stesso mese ha esordito anche in Vyšėjšaja Liha contro lo Smarhon'.
Il 15 gennaio 2025 è stato acquistato a titolo definitivo dal Porto, che lo ha assegnato alla propria squadra B in Segunda Liga. Ha debuttato con i portoghesi tre giorni più tardi contro l'Alverca ed il 1º febbraio è andato a segno nel successo casalingo per 3-2 contro l'Académico de Viseu.

### Nazionale
Ha giocato con le nazionali giovanili bielorusse Under-16, Under-17, Under-18, Under-19 ed Under-21.
Il 5 settembre 2024 ha esordito con la nazionale maggiore nell'incontro della fase a gironi di UEFA Nations League pareggiato 0-0 contro la Bulgaria.
Il 20 marzo 2025 realizza la sua prima rete per la massima selezione bielorussa nell'amichevole vinta per 0-5 in casa del Tagikistan.

## Statistiche

### Presenze e reti nei club
Statistiche aggiornate all'8 febbraio 2025.
| Stagione        | Squadra         | Campionato      | Campionato | Campionato | Coppe nazionali | Coppe nazionali | Coppe nazionali | Coppe continentali | Coppe continentali | Coppe continentali | Altre coppe | Altre coppe | Altre coppe | Totale | Totale | Totale |
| Stagione        | Squadra         | Comp            | Pres       | Reti       | Comp            | Pres            | Reti            | Comp               | Pres               | Reti               | Comp        | Pres        | Reti        | Pres   | Reti   |        |
| --------------- | --------------- | --------------- | ---------- | ---------- | --------------- | --------------- | --------------- | ------------------ | ------------------ | ------------------ | ----------- | ----------- | ----------- | ------ | ------ | ------ |
| 2024            | Dinamo Minsk    | VL              | 21         | 2          | CB+CB           | 3+1             | 1+0             | UCL+UEL+UECL       | 4+3+4              | 0                  | SB          | 1           | 0           | 39     | 3      |        |
| 2024            | Dinamo-2 Minsk  | 1L              | 1          | 0          | -               | -               | -               | -                  | -                  | -                  | -           | -           | -           | 1      | 0      |        |
| 2024-2025       | Porto B         | SL              | 3          | 1          | -               | -               | -               | -                  | -                  | -                  | -           | -           | -           | 3      | 1      |        |
| Totale carriera | Totale carriera | Totale carriera | 25         | 3          |                 | 4               | 1               |                    | 11                 | 0                  |             | 1           | 0           | 41     | 4      |        |

### Cronologia presenze e reti in nazionale
| Cronologia completa delle presenze e delle reti in nazionale ― Bielorussia | Cronologia completa delle presenze e delle reti in nazionale ― Bielorussia | Cronologia completa delle presenze e delle reti in nazionale ― Bielorussia | Cronologia completa delle presenze e delle reti in nazionale ― Bielorussia | Cronologia completa delle presenze e delle reti in nazionale ― Bielorussia | Cronologia completa delle presenze e delle reti in nazionale ― Bielorussia | Cronologia completa delle presenze e delle reti in nazionale ― Bielorussia | Cronologia completa delle presenze e delle reti in nazionale ― Bielorussia |
| Data                                                                       | Città                                                                      | In casa                                                                    | Risultato                                                                  | Ospiti                                                                     | Competizione                                                               | Reti                                                                       | Note                                                                       |
| -------------------------------------------------------------------------- | -------------------------------------------------------------------------- | -------------------------------------------------------------------------- | -------------------------------------------------------------------------- | -------------------------------------------------------------------------- | -------------------------------------------------------------------------- | -------------------------------------------------------------------------- | -------------------------------------------------------------------------- |
| 5-9-2024                                                                   | Zalaegerszeg                                                               | Bielorussia                                                                | 0 – 0                                                                      | Bulgaria                                                                   | UEFA Nations League 2024-2025 - 1º turno                                   | -                                                                          | 83’                                                                        |
| 20-3-2025                                                                  | Dušanbe                                                                    | Tagikistan                                                                 | 0 – 5                                                                      | Bielorussia                                                                | Amichevole                                                                 | 1                                                                          | 61’                                                                        |
| 25-3-2025                                                                  | Masazır                                                                    | Azerbaigian                                                                | 0 – 2                                                                      | Bielorussia                                                                | Amichevole                                                                 | -                                                                          | 59’                                                                        |
| 5-6-2025                                                                   | Barysaŭ                                                                    | Bielorussia                                                                | 4 – 1                                                                      | Kazakistan                                                                 | Amichevole                                                                 | 1                                                                          | 58’                                                                        |
| 10-6-2025                                                                  | Minsk                                                                      | Bielorussia                                                                | 1 – 4                                                                      | Russia                                                                     | Amichevole                                                                 | -                                                                          | 84’                                                                        |
| Totale                                                                     |                                                                            | Presenze                                                                   | 5                                                                          |                                                                            | Reti                                                                       | 2                                                                          |                                                                            |

## Palmarès

### Club

#### Competizioni nazionali
- Campionato bielorusso: 1

Dinamo Minsk: 2024